# El Caín
El Caín es una localidad y comisión de fomento del Departamento 25 de Mayo, en la zona de la Meseta de Somuncurá, provincia de Río Negro, al norte de la Patagonia, Argentina. 
Se accede a través de la RP 5 desde Maquinchao, de la cual dista unos 150 km; y también por la RP 67, hacia la localidad de Gan Gan, en Chubut.

## Población
Contó con 176 habitantes (Indec, 2010), lo que representó una caída del 25% frente a los 236 habitantes (Indec, 2001) del censo anterior.
El censo 2022 arrojó 160 viviendas con una población estable de 383 habitantes en el municipio.
| Gráfica de evolución demográfica de El Caín entre 1991 y 2022 |
|                                                               |
| Fuente: Censos nacionales del INDEC                           |

## Clima
El clima de El Caín, como en toda la zona de la Meseta de Somuncurá, se caracteriza por ser muy frío y riguroso con inviernos extremadamente duros e intensos, lo que dificulta grandemente las actividades humanas.